# Marcelo Caetano (cinéaste)
Pour les articles homonymes, voir Marcelo Caetano et Caetano.
Marcelo Caetano (Belo Horizonte, 1982) est un réalisateur, scénariste, producteur, assistant réalisateur et directeur de casting brésilien. Connu pour ses films Corpo Elétrico et Baby.
Marcelo Caetano est diplômé en sciences sociales de la Faculté de philosophie, lettres et sciences humaines de l'USP. En 2004, il a déménagé de Belo Horizonte à São Paulo. À São Paulo, il a commencé à travailler dans l'industrie audiovisuelle. Caetano a travaillé dans différents rôles dans la production des films à succès Boi Neon (2016), de Gabriel Mascaro, Aquairius (2016) et Bacurau (2019), tous deux de Kleber Mendonça Filho,.
En 2017, Marcelo Caetano a sorti son premier long métrage: Corpo Eletrico, qui a été présenté en avant-première au Festival international du film de Rotterdam,.
En 2024, Marcelo Caetano sort son deuxième long métrage: Baby, qui est présenté en avant-première à la Semaine de la Critique du Festival de Cannes, recevant le prix du meilleur nouvel acteur pour l'acteur Ricardo Teodoro.
En 2025, Marcelo Caetano fait partie du jury Queer Palm au Festival de Cannes.

## Vie personnelle
Marcelo Caetano est ouvertement gay.